# Red Entertainment
Red Entertainment Corporation (株式会社レッド・エンタテインメント Kabushiki-gaisha Reddo Entateinmento?) es una empresa dedicada al desarrollo de videojuegos y animación. Tiene su sede en Tokio, Japón. Era conocida anteriormente con el nombre de Red Company (レッドカンパニー Reddo Kanpanī?), fue fundada en 1985 y renombrada el 4 de diciembre de 2000, tal como se la conoce ahora. Si bien se ve a Red Company como una corporación pública que se remonta a mediados de la década de 1980, el primer título lanzado bajo la marca Red Entertainment fue Gungrave, el 17 de julio de 2002.

## Lista parcial de juegos
- Sakura Taisen (Sakura Wars)

### NEC

#### PC-Engine
- Gate of Thunder
- Lords of Thunder
- Bonk's Adventure
- Bonk's Revenge
- Bonk 3: Bonk's Big Adventure
- Air Zonk
- Super Air Zonk: Rockabilly-Paradise
- Galaxy Fraulein Yuna
- Tengai Makyou (Far East of Eden)

### Nintendo/Handhelds

#### Super Nintendo Entertainment System
- Chou Mahou Tairiku WOZZ
- Hagane: The Final Conflict
- The Twisted Tales of Spike McFang

#### Nintendo GameCube
- Tengai Makyō II: Manjimaru (Remake)
- DreamMix TV World Fighters

#### Wii
- Go! Go! Minon

#### Nintendo DS
- Tengai Makyō II: Manjimaru (Remake)
- Sakura Taisen DS
- Tsunde Tsumi Kiss
- Nostalgia
- Fossil Fighters
- Fossil Fighters: Champions

### Sony PlayStation

#### PlayStation
- Galaxy Fraulein Yuna 3: Final Edition
- Mitsumete Knight
- Thousand Arms

#### PlayStation 2
- Blood Will Tell
- Bujingai: The Forsaken City
- Gungrave
- Gungrave Overdose
- Trigun: The Planet Gunsmoke
- Tengai Makyō II: Manjimaru (Remake)
- DreamMix TV World Fighters
- Kita e: Diamond Dust + Kiss is Beginning
- Shinsen-Gumi Gunrou-Den

#### PlayStation 3
- Agarest Senki

### Sega

#### Sega 32X
- Galaxy Fraulein Yuna 2
- Tempo

#### Sega Saturn
- Galaxy Fraulein Yuna 3
- Super Tempo

## Nintendoproducciones

### Nintendo DS
- Project Hacker '(Soló es Japón)'

### Fuera de Japón
- Fossil Fighters '(Exclusivo de localizaciones Segundo)' Nintendo de Nuevo Seriés.
- Fossil Fighters: Champions '(Exclusivo de localizaciones Segundo)'

#### Nintendo 3DS
- Fire Emblem: Awakening
- Fossil Fighters Frontier

## Otras producciones
Además de videojuegos, Red Entertainment produjo las animaciones:
- Legend of Himiko
- Shuraki Trinity